# Oakland (New Jersey)
Oakland è un comune degli Stati Uniti d'America, situato nello stato del New Jersey, nella contea di Bergen.